# ケヴィン・クラニー
ケヴィン・デニス・クラニー（Kevin Dennis Kurányi, 1982年3月2日 - ）は、ドイツの元サッカー選手。ドイツ代表でもあった。現役時代のポジションはFW。クラニィ、クラニ、クラーニ、クラーニィ、クラーニイとも。表記は安定しない。「クラニー」は発音転写として不正確だが、慣用的に多く使用される。

## 経歴
出身地はブラジル・リオデジャネイロ。父はフランス生まれのドイツ人、母はパナマ人で、祖父母からはハンガリーとノルウェーの血を継いでいる。父は避暑地ペトロポリスでホテルを経営していた。クラニーは6歳から地元クラブでサッカーを始め、ユース年代は母の故郷であるパナマでもプレーした。
14歳のときに父の故郷であるドイツ・シュトゥットガルトに渡り、1997年にVfBシュトゥットガルトへ入団した。当初はBチームでプレーし、2001年にプロ契約を結ぶ。2001-02シーズンはトップチームで5試合のみ出場といった具合だったが、2002-03シーズンに突如として頭角を現し、32試合に出場して15得点（シーズン得点ランク4位）を挙げる活躍を見せ、前シーズン8位と低迷していたクラブをブンデスリーガ2位にまで躍進させる立役者となった。
2005年夏のウインドウでシャルケ04へ移籍。移籍金は700万ユーロと報じられた。シャルケ在籍中、彼は2005年から2008年までの3シーズンでクラブトップスコアラーとなり、3回のチャンピオンズリーグを経験した。2010年5月、シャルケとの契約満了に伴い、ディナモ・モスクワへ移籍することが発表された。
2015年7月24日、1899ホッフェンハイムへ1年契約で移籍。5年ぶりにドイツへ復帰した。2016年6月末、契約満了で退団。
その後無所属状態で現役続行を模索していたが、2017年3月24日に現役引退を表明した。
家族はヴィクトリヤ夫人との間に一男一女。

## 代表歴
ブラジル、ドイツ、パナマと3カ国の国籍を有する。「自分はずっとブラジル人」と話すクラニーだが、層の厚いブラジル代表でレギュラーとしてプレーすることは難しいと判断し、ドイツ代表でのプレーを選択した。
2003年3月29日のリトアニア戦でデビューし、その後も代表としてEURO 2004やコンフェデレーションズ杯に出場したが、2006年ドイツW杯の本選メンバーには選出されなかった。ユルゲン・クリンスマン監督は落選の理由を「シャルケでの不調」とした。
ヨアヒム・レーヴ監督就任後の2008年10月、W杯予選ロシア戦にてクラニーは18人のベンチ入りメンバーから外れた。彼はハーフタイムになると「友人に会う」と席を立ち、そのまま無断でスタジアムを後にしてしまった。この行動を受け、レーヴはクラニーの代表追放を明言。翌日クラニーはレーヴに謝罪の言葉を述べたが、「チームを離れる決断に後悔はなかった」とも話した。退席の理由は、自身の代表での起用に対する不満だった。